# Ascaridia galli
Ascaridia galli (škrkavka slepičí) je kosmopolitně rozšířený druh hlístic (Nematoda) parazitujících ve střevním traktu ptáků.

## Popis
A. galli je velký, žlutobíle zbarvený červ. Kutikula je příčně zřasená. Ústa jsou obdána třemi prominujícími rty, jejichž volný okraj je opatřen zoubky. Dorzální ret je opatřen dvěma zřetelnými papilami, dva lateroventrální rty mají po jedné papile. Cervikální křídla chybějí.
Samec bývá 1,4–7,6 cm dlouhý a 490 µm až 1,21 mm široký. Jeho kaudální konec je opatřen nevelkými křidélky a kruhovou nebo mírně oválnou preanální přísavkou velikosti 170–190 x 210–230 µm, jež je ohraničena mohutným chitinovým prstencem, přerušeným pouze v zadní části kruhovitou papilou. Na kaudálním konci se nachází 10 párů papil. Vzdálenost kloaky ke konci těla je asi 0,68 mm. Obě spikula jsou stejně velká, dosahují délky 0,54–2,4 mm; proximálně se rozšiřují, distálně naopak zužují.
Samice je 3,3–11,6 cm dlouhá a 800 µm až 1,8 mm široká. Vulva je uložena ve střední části těla. Vzdálenost mezi řití a koncem těla se pohybuje od 0,4 do 1,88 mm.
Vajíčka jsou oválná, silnostěnná, velikosti 65–88 x 40–54 µm. Jsou velmi odolná vůči chemickým činidlům. Mají 3 obaly: (1) vnější tenká a propustná blána bílkovinné povahy slouží k přichycování vajíčka na různé předměty, (2) velmi tlustý střední obal vajíčka (membrana lucida) je jeho mechanickou ochranou, a (3) vnitřní obal (membrana vitellina) je voskové povahy a je odolná vůči chemickým látkám s výjimkou rozpustidel tuků.

## Vývojový cyklus
Škrkavky (askaridie) patří mezi geohelminty, vyvíjejí se přímo bez mezihostitele. Pohlavně dospělé samičky kladou v proventrikulu nebo duodenu vnímavého hostitele velký počet nerozrýhovaných vajíček, která odcházejí do vnějšího prostředí s trusem. Usuzuje se, že samička naklade za život až 50 miliónů vajíček, což při délce života 1 rok znamená asi 140 tisíc vajíček denně. Ve vnějším prostředí dochází za příznivých teplotních a vlhkostních podmínek a za dostatku kyslíku k rýhování vajíček. Rychlost vývoje vajíček je nepřímo úměrná teplotě prostředí – při teplotě 17 °C trvá vývoj 25 dní, při teplotě 39 °C pouze 5 dní. Nerozrýhovaná vajíčka jsou ve vnějším prostředí poměrně odolná. Mráz −8 až −12 °C vydrží 15 hodin; při 10 °C přežívají měsíc.
K infekci hostitele dochází pozřením zralých vajíček nebo paratenických hostitelů (dešťovky, luční kobylky), v jejichž těle larvy přežívají. Prostředí trávicího traktu (proventrikulus a svalnatý žaludek) aktivizuje larvy k pohybu a k opuštění obalů vajíček. V prvních 9 dnech po infekci (PI) zůstávají larvy v tenkém střevu volně mezi klky. Od 10. do 17. dne PI se zavrtávají předním koncem těla do sliznice, a po 18. dni PI opouštějí sliznici a zůstávají volně ve střevním luminu. Larvy nemigrují různými orgány hostitele a vytvářejí tak vlastní typ vývoje (tzv. askaridioidní). Pohlavně dospívají v 50 dnech a během vývoje se 3x svlékají. Dospělci zůstávají v organismu hostitele 9–14 měsíců.

## Patogenita
Infekce škrkavkou slepičí se u kura domácího projevuje nejintenzivnější mezi 10. až 17. dnem PI. Na sliznici tenkého střeva dochází k poškození střevních klků a Lieberkühnských krypt. Na sliznici se objevují zánětlivé změny, otoky, hyperémie, hemoragie a buněčná infiltrace. Pronikání larev sliznicí střeva vede k podráždění nervových zakončení a k poruše sekrece žláz a trávicích pochodů. Po 18. dnu PI se larvy uvolňují ze sliznice zpět do lumina střeva, exsudace je zmenšená a převládají produktivní procesy, jejichž účelem je zahladit defekty na sliznici, což trvá zpravidla do 30. dne PI. Velký počet červů může způsobit až obturaci střeva s následným úhynem. Překonáním infekce získává drůbež imunitu.

## Další askaridie parazitující u ptáků
- Ascaridia numidae (Leiper 1908)

Parazituje v tenkém střevu, ojediněle i ve slepých střevech perliček. Samec A. numidae je 19–35 mm dlouhý, má 10 párů kaudálních papil; spikula jsou dlouhá 3 mm. Samice dosahuje délky 30–50 mm. Larvy A. numidae zůstávají v luminu střeva 4–14 dní a pak se zavrtávají do sliznice střeva.
- Ascaridia dissimilis (Perez Vigueras 1931)

Parazituje v tenkém střevu krůt,na kura domácího se nepřenáší. Samec A. dissimilis měří 35–65 mm a spikuly jsou dlouhé 1,3–2,2 mm. Samice jsou dlouhé 50–105 mm. Vývoj A. dissimilis je podobný jako u A. galli. Vajíčka A. dissimilis dozrávají během 9–10 dnů; larvy maturují ve střevě za 30 dní.
- Ascaridia columbae (Gmelin 1790)

Parazituje u holubovitých (Columbidae) v tenkém střevu, někdy také v jícnu, proventrikulu, svalnatém žaludku, játrech nebo v tělní dutině. Samec A. columbae je 50–70 mm dlouhý; spikuly jsou stejně dlouhá 1,2–1,9 mm; má 4 páry ventrálních papil v blízkosti anu. Samice je 20–95 mm dlouhá. Vývoj A. columbae je mnohem invazivnější než A. galli. Larvy 2. stadia často penetrují střevní sliznicí a mohou se dostat do jater, plic i CNS. V játrech se larvy dále nevyvíjejí, jsou resorbovány. Červi maturují asi za 37 dní po pozření rozrýhovaných vajíček.
- Ascaridia compar (Schrank 1790)

Parazituje v tenkém střevu divoce žijících kurovitých ptáků (tetřev, koroptve, bažanti, křepelky) i volně žijících ptáků. A. compar je menší než A. galli – samec dosahuje 36–48 mm; spikula jsou dlouhá 1,8 mm; má 4 páry preanálních papil, z toho 2 páry v blízkosti preanální přísavky a 2 páry před anem. Samice je dlouhá 84–96 mm. Vývoj je podobný jako u A. galli.